# باقر الفت
باقر الفت  از واعظان و سیاستمداران ایرانی بود، که در دوره‌  هفتم بعنوان نماینده اصفهان در مجلس شورای ملی حضور داشت.